# Zodiomyces
Zodiomyces — рід грибів родини Laboulbeniaceae. Назва вперше опублікована 1891 року.

## Класифікація
До роду Zodiomyces відносять 6 видів:
- Zodiomyces odae
- Zodiomyces rhizophorus
- Zodiomyces subseriatus
- Zodiomyces vermiformis
- Zodiomyces vorticellaria
- Zodiomyces vorticellarius